# Guilherme Tell (teatro)
Guilherme Tell é uma peça de teatro do dramaturgo alemão Friedrich Schiller, escrita entre 1803 e 1804 e publicada neste último ano em uma primeira edição de 7000 cópias.